# Jonathan Goodall

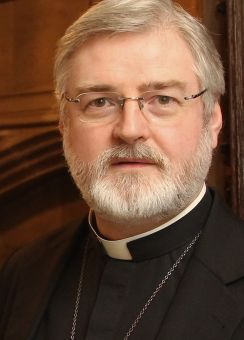
Jonathan Goodall 2020

Jonathan Michael Goodall (* 1961 in Yorkshire, England) ist ein ehemaliger Bischof der Kirche von England in der anglo-katholischen Tradition. Von 2013 bis 2021 war er Bischof von Ebbsfleet, ein Suffraganbischof, der in der westlichen Hälfte der Province of Canterbury als bischöflicher Visitator für diejenigen „innerhalb des Spektrums der anglikanischen Lehre und Tradition“ fungiert, die „das Amt von Frauen als Bischöfinnen oder Priesterinnen nicht annehmen können.“ Am 3. September 2021 wurde bekannt, dass Goodall zurückgetreten ist und die volle Gemeinschaft mit der katholischen Kirche anstrebt.

## Biographie
Goodall studierte Musik am Royal Holloway College der Universität London, bevor er für den Macmillan-Verlag arbeitete. Anschließend wurde er in Wycliffe Hall, einer Private Hall an der  Universität Oxford, für den geistlichen Dienst ausgebildet. Von 1989 bis 1992 war er Pfarrer von Bicester in der Diözese Oxford.

### Wirken als Priester
An Petertide 1989 (2. Juli) wurde er in der St. Mary the Virgin’s Church, Aylesbury, zum Diakon und an der darauf folgenden Petertide (1. Juli 1990) in der Christ Church Cathedral, Oxford, zum Priester geweiht, beide Male durch Richard Harries, Bischof von Oxford. Von 1989 bis 1992 diente er im Bicester Team Ministry; in den letzten beiden Jahren war er auch stellvertretender Seelsorger im Gerfängnis HMP Bullingdon. Von 1992 bis 1998 war er minor canon und Sakristan der Westminster Abbey, danach war er bis 2005 wissenschaftlicher Mitarbeiter und Kaplan der Bischöfe von Gibraltar. Von 2005 bis zu seiner Weihe zum Bischof war er Kaplan und ökumenischer Sekretär der Erzbischöfe von Canterbury.

### Wirken als Bischof
Am 2. August 2013 wurde Goodalls Ernennung zum Bischof von Ebbsfleet bekanntgegeben. Damit wurde er bischöflicher Visitator (PEV) der Provinz Canterbury für Gemeinden, die die Frauenordination ablehnen. Am 25. September 2013 wurde er von Justin Welby, dem Erzbischof von Canterbury, in der Westminster Abbey zum Bischof geweiht.

### Konversion zum Katholizismus
Goodall habe sich nach einer „langen Zeit des Gebets“ im Jahr 2021 für die „volle Gemeinschaft“ mit der katholischen Kirche entschieden. Am 3. September 2021 akzeptierte der Erzbischof von Canterbury, Justin Welby, seinen Rücktritt vom Bischofssitz in Ebbsfleet. Goodall ist der zweite Bischof von Ebbsfleet, der zurücktrat, um römisch-katholisch zu werden. Am 12. März 2022 wurde er von Kardinal Vincent Nichols in der Westminster-Kathedrale zum römisch-katholischen Priester des Erzbistums Westminster geweiht.

## Privatleben
Goodalls Ehefrau heißt Sarah. Sie haben zwei Kinder.